# Halifirien
En el Universo imaginario de J. R. R. Tolkien y en la obra los Cuentos inconclusos de Númenor y la Tierra Media, El Halifirien es un importante pico del brazo este de las Ered Nimrais. En su cima se hallaba ubicada la última de las almenaras del reino de Gondor.

## Significados del nombre
El nombre Halifirien significa en rohírrico ‘montaña sagrada’. Los hombres de Gondor la llamaban por su nombre sindarin Amon Anwar, que significa ‘montaña del temor reverente’. Aunque fue conocida originalmente como Eilenaer, y, como lo señala el propio Tolkien, su nombre proviene de alguna lengua prenúmenóreana cuyo significado se desconoce.

## Algunos lugares

### Valle de Firien
Estaba rodeada por el Bosque de Firien, y se alzaba por encima del bosque. Detrás de él y separándolo del resto de las Ered Nimrais, había una profunda y prolongada grieta, el valle de Firien, de la que el monte era el punto más alto. Desde esa grieta nacía la Corriente del Meiring.

### La tumba de Elendil
A finales de la Segunda Edad, Isildur hizo demarcar un sendero a la cima del Halifirien con el objeto de construir un túmulo funerario para colocar los restos de su padre, Elendil. La tumba estaba en un prado oval, cubierto de hierba y sin árboles. En la parte oriental de ese prado una Piedra Negra estaba depositada sobre el túmulo en donde estaban depositados los restos. Dicha piedra tenía grabadas las letras Tengwar lambe, ando, lambe (L-ND-L), es decir las iniciales de Elendil.
El lugar en donde se ubicaba la Tumba había permanecido en secreto por orden de Isildur y fue mantenido por casi toda la Tercera Edad. Frente a la Tumba, Eorl el Joven pronunció el Juramento que daría origen a la amistad entre Gondor y Rohan y al propio reino de los Rohirrim .

### El sendero al Halifirien
Este sendero salía de la Carretera Mayor cerca de la entrada en el Bosque de Firien y ascendía hasta una parte sin de árboles, más allá de la cual había una escalinata de piedra que conducía al lugar en donde se encontraba la Almenara y la Tumba de Elendil. Una piedra erguida señalaba la entrada al sendero y a medida que ascendía otras piedras se ubicaban en cada recodo.
En la Tercera Edad, el senescal Cirion hizo despejar el sendero, para subir con una pequeña comitiva y con Eorl, dejando una pequeña guardia al pie del sendero. Al llegar a la parte sin árboles en donde nacía la escalinata, anunció la cesión del territorio de la provincia de Calenardhon a los éothéod, por la ayuda que estos le habían dado al reino de los dúnedain del sur en la guerra contra los balchoth
- Datos: Q3614517